# STS-86
STS-86 est la vingtième mission de la navette spatiale Atlantis et la neuvième du programme russo-américain Shuttle-Mir.

## Équipage
- Commandant : James D. Wetherbee (4)  États-Unis
- Pilote : Michael J. Bloomfield (1)  États-Unis
- Spécialiste de mission 1 : Vladimir G. Titov (5)  Russie
- Spécialiste de mission 2 : Scott E. Parazynski (2)  États-Unis
- Spécialiste de mission 3 : Jean-Loup Chrétien (3)  France
- Spécialiste de mission 4 : Wendy B. Lawrence (2)  États-Unis

Resté à bord de la station Mir :
- Spécialiste de mission 5 : David A. Wolf (2)  États-Unis

De retour de la station Mir :
- C. Michael Foale (4) Double nationalité :  États-Unis/ Royaume-Uni

Le chiffre entre parenthèses indique le nombre de vols spatiaux effectués par l'astronaute au moment de la mission.

## Paramètres de la mission
- Masse :
  - Navette à vide : 114 185 kg
  - Chargement : 8 375 kg
- Périgée : 354 km
- Apogée : 381 km
- Inclinaison : 51,6°
- Période : 91,9 min

### Amarrage à la station Mir
- Début: 26 septembre 1997, 19:58 UTC
- Fin: 3 octobre 1997, 17:28:15 UTC
- Temps d'amarrage: 5 jours, 21 heures, 30 minutes, 15 secondes

### Sorties dans l'espace
- Clifford et Godwin  - EVA 1
- Début de EVA 1 : 1er octobre 1997 - 17:29 UTC
- Fin de EVA 1 : 1er octobre 1997 - 22:30 UTC
- Durée : 5 heures, 1 minute

## Déroulement

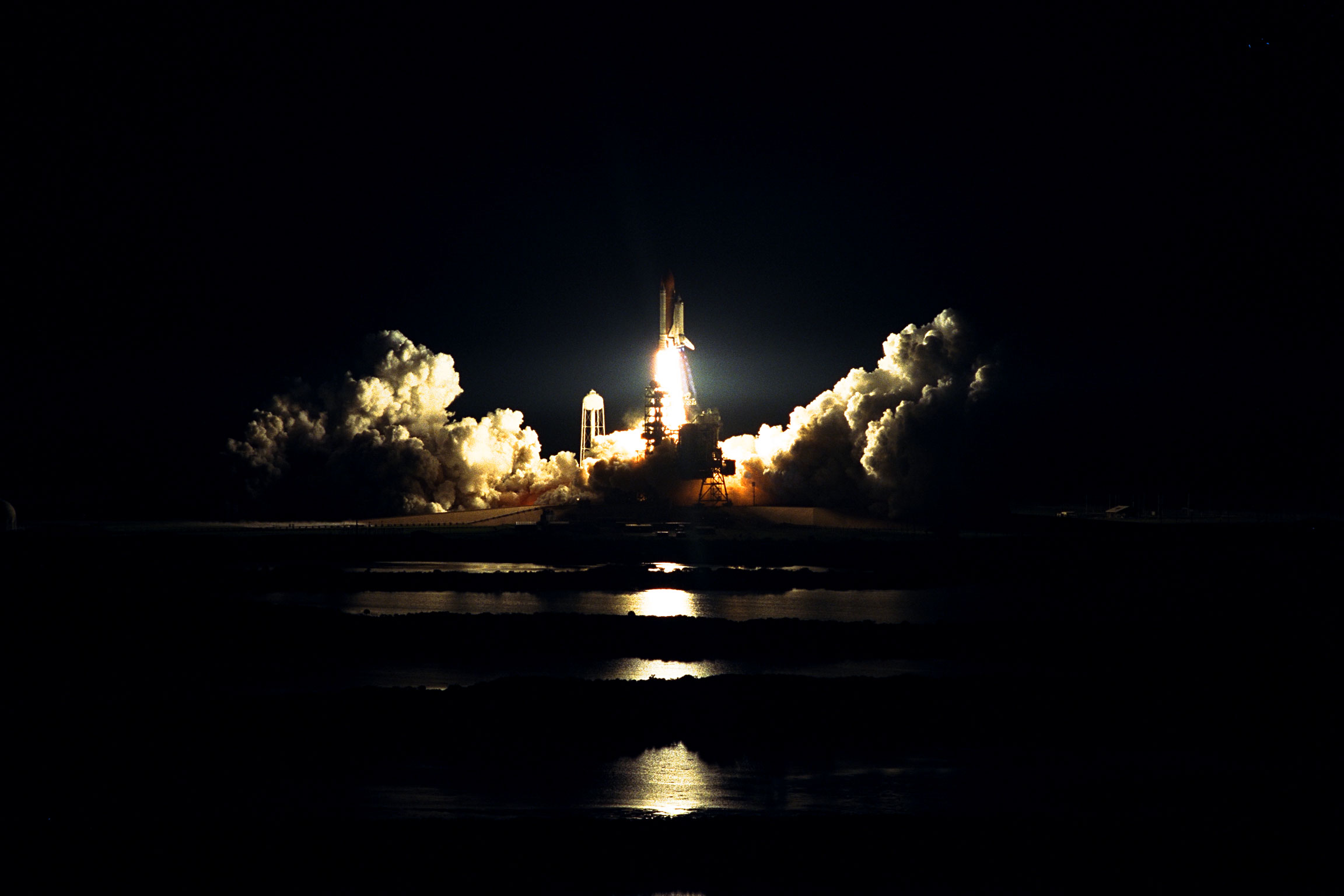
Lancement de la mission STS-86.

Le 25 septembre 1997, à 22 h 34 EST, les moteurs d'Atlantis s'allument. Elle décolle de nuit pour rejoindre Mir, dont l'année avait été compliquée par nombre d'incidents. En effet, en février, un incendie s'était déclaré dans la station à la suite d'une panne du générateur d'oxygène. Puis le 25 juin, un cargo de ravitaillement Progress avait heurté le module Spektr provoquant une fissure et une fuite dans le module et endommageant ses panneaux solaires. Par ailleurs, l'ordinateur central avait connu de nombreuses pannes durant l'été provoquant une dérive de la station.
À l'origine plutôt scientifique, la mission STS-86 est reconfigurée pour porter secours à la station Mir. Atlantis emporte donc du ravitaillement et des pièces de rechange (nouvel ordinateur central, nouveau générateur d'oxygène Elektron, un capot d'articulation de panneau solaire).
Pendant le trajet jusqu'à Mir, Bloomfield lance l'expérience Kidsat, qui permet à de jeunes Américains de contrôler une caméra dans la soute de la navette pour prendre des photos de la Terre et les recevoir en temps réel. Pendant ce temps, Jean-Loup Chrétien active le Spacelab où il effectue une mission scientifique consistant à exposer des graines de tomates dans l'espace afin de comparer leurs évolutions une fois revenues sur Terre à d'autres placées sous la mer. Titov et Parazinski en profite pour vérifier les scaphandres qui serviront lors de l'EVA.
L'amarrage à la station s'effectue sans problème majeur bien qu'Atlantis a dû manœuvrer car Mir était décalée de 7° par rapport à l'attitude attendue. Une heure plus tard, après que les pressions de la navette et de la station se soient équilibrées, le sas est ouvert. Dans les heures qui suivent le ravitaillement et les pièces de rechange sont transbordés à bord de Mir.
Le 1er octobre, Titov et Parazynski effectuent une sortie extravéhiculaire de près de cinq heures. Durant cette sortie, ils sont chargés de collecter les valises d'expériences placées en mars 1996 pour étudier le problème des débris spatiaux et des micro-météorites. L'expérience visait a connaître la fréquence des bombardements cosmiques, la taille des débris, leur origine et le type de dommages causés à la peinture, au revêtement de hublots, aux protections thermiques et aux métaux. Ils testent aussi le système Safer, système de secours permettant à un astronaute de revenir au vaisseau en cas de rupture du câble de sécurité grâce à des éjecteurs de gaz orientables. Enfin, ils prépositionnent le capot de panneau solaire à proximité du module Spektr en vue de son installation lors d'une prochaine EVA du nouvel équipage de Mir.
Cette mission voit le remplacement de l'astronaute américain Michael Foale, qui a passé quatre mois à bord de Mir, par David Wolf. Celui-ci sera chargé, durant son séjour prévu jusque fin janvier 1998, d'une mission scientifique consistant à faire croître des cristaux de protéines d'une grande pureté en microgravité afin d'aider à la recherche médicale.

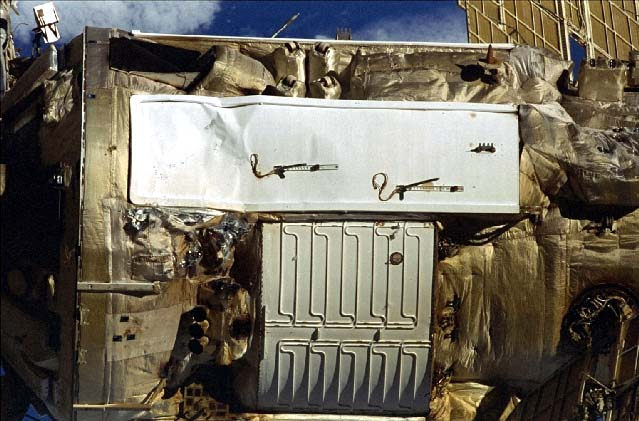
Le module Spektr endommagé par le cargo Progress.

Après s'être désaccouplée de Mir, Atlantis effectue pendant une heure une boucle autour de la station afin de tester une nouvelle fois le système d'approche laser conçu par l'ESA et aussi pour tenter de détecter précisément la fuite du module Spektr endommagé. Les caméras de la navette identifient des particules s'échappant du module mais sans pouvoir localiser précisément l'origine de la fuite.
Prévu le 5 octobre, la désorbitation et l'atterrissage d'Atlantis sont repoussés d'une journée à cause des conditions météorologiques défavorables au centre spatial Kennedy. Finalement, le 6, l'ordre est donné et la navette se pose sans encombre en fin de journée.